# Anton Drexler
Anton Drexler (13. června 1884, Mnichov – 24. února 1942, Mnichov) byl německý politik, předseda dělnické (DAP) a později nacistické strany NSDAP.

## Život
Narodil se v Mnichově. Vyučil se zámečníkem. Byl členem Vlastenecké strany během 1.sv války. Byl neúspěšným básníkem a jedním z vlasteneckých (völkisch) agitátorů. Společně s novinářem Karlem Harrerem, Gottfriedem Federem a Dietrichem Eckartem založil v Mnichově v roce 1919 Německou dělnickou stranu (DAP).
Na shromáždění této malé strany v jedné z mnichovských pivnic v září roku 1919 se dostavil tehdy neznámý Adolf Hitler. Hlavním řečníkem před několika málo členy strany byl Gottfried Feder; poté, co domluvil, navrhl nějaký profesor, jehož jméno je dávno zapomenuto, aby se Bavorsko odpojilo od Pruska a vytvořilo nový státní útvar s Rakouskem. V tu chvíli se Hitler vymrštil a prudce zaútočil na onoho řečníka. Jeho projev natolik všechny zaskočil a zaujal, že na odchodu mu Drexler vtisknul do dlaně malou brožurku. Jmenovala se „Mé politické probuzení“ a jak Hitler sám říkal, názory této strany odpovídaly jeho vlastním. Později ten den dostal pohlednici, na které mu Drexler nabízel členství ve straně. Po krátkém váhání Hitler nabídku přijal a vstoupil do DAP.
V roce 1920 Drexler na příkaz Hitlera přejmenoval stranu na Nacionálněsocialistickou dělnickou stranu Německa (NSDAP).
V roce 1921 se Hitler s plným zápalem a nezdolnou energií pustil do organizace celé strany. Začal zdokonalovat propagandu strany, organizoval přednášky, na kterých pronášel proslovy. Svou energií a organizačními schopnostmi přitáhl do strany mnoho příznivců a ta se začala rozrůstat. Brzy zastínil Drexlera a stal se neoddiskutovatelným vůdcem strany. V létě téhož roku odjel do Berlína, aby se zúčastnil setkání nacionalistických stran ze severního Německa. Tohoto okamžiku Drexler využil k tomu, aby se Hitlera zbavil. Společně s ostatními členy předsednictva strany sepsal a nechal zveřejnit pamflet o Hitlerovi, ve kterém jej obviňuje z neukojitelné touhy po moci a zároveň z toho, že Hitler je Žid. Tím se chtěl zbavit Hitlera a zároveň se spojit s další socialistickou stranou. Hitler okamžitě učinil protiakci a Drexlera zažaloval pro pomluvu. Spor vyhrál a Drexler musel na několika veřejných mítincích svá tvrzení odvolat. Hitler vyhrožoval odchodem ze strany. Vedení strany si uvědomilo, že bez jeho schopností strana ničeho nedosáhne, a proto celé odstoupilo. Drexler získal čistě symbolickou pozici prezidenta strany a v roce 1923 ji opustil.
Drexler byl také členem vlivného nacionálního (völkisch) klubu Thule-Gesellschaft. Jeho členství v NSDAP skončilo zákazem strany po nevydařeném pivním puči v roce 1923, kterého se již neúčastnil. Později byl zvolen do bavorského zemského parlamentu za jinou stranu a zde se stal viceprezidentem až do roku 1928. Po znovuobnovení NSDAP již do ní nevstoupil. Ke straně se opět připojil v roce 1933 po nástupu Hitlera k moci, ale to už byl pouze využíván k propagandistickým účelům. Zemřel v roce 1942 zcela zapomenut.